# Museu del Joguet de Catalunya
El Museu del Joguet de Catalunya a Figueres es va inaugurar l'any 1982 a les dependències de l'antic «Hotel París» (antiga casa pairal del Baró de Terrades, de l'any 1767) a la Rambla de Figueres. Unes recents obres de rehabilitació i adequació han permès triplicar l'espai inicial del Museu, reobert el 12 de desembre de 1998. Forma part de la Xarxa de Museus Locals de Catalunya-Girona.
El Museu compta amb el Centre de Documentació i de Recerca sobre els jocs i els joguets, l'auditori Brossa-Frègoli i un espai per a activitats a l'aire lliure: El Terrat del Museu. La visita de la col·lecció pot tenir diverses lectures: la nostàlgica a través dels joguets dels nostres avis i àvies; i la de l'observació, amb la qual resseguim els avenços científics i tècnics de cada moment que han incidit en el disseny dels jocs i els joguets, de la mateixa manera que ho han fet i ho continuen fent els esdeveniments històrics i els moviments artístics.
L'any 1999 fou guardonat amb el Premi Nacional de Cultura Popular concedit per la Generalitat de Catalunya, i el 2007 la Creu de Sant Jordi.

## Edifici

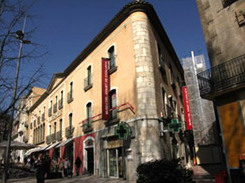
Vista de la façana del museu, un edifici que s'anomena Hotel París.

L'edifici forma part de l'Inventari del Patrimoni Arquitectònic de Catalunya. Edifici situat a davant de la Rambla de Figueres. És un edifici cantoner. Solucionat en cantonera, a partir d'una gran façana que dona a la Rambla, dividida en tres parts, amb un cos central. La planta baixa, que està ocupada per diferents cafeteries que han establert les terrasses al carrer. Els dos pisos superiors, que presenten una ordenació d'obertures, emmarcades en arc de mig punt i columnes eclèctiques —que recorden les llotges. El cos central està separat per dues pilastres que imiten carreus, s'acaba en frontó i té un escut d'armes en el timpà. La motllura i la cornisa s'hi troben abans d'arribar al teulat. Actualment és la seu del Museu del Joguet de Catalunya.

## Història
És un casal projectat l'any 1767 per Pere M. Cermeño, el mateix enginyer que va construir el Castell de Sant Ferran. Fou reformat com a hotel l'any 1931 per l'arquitecte Pelai Martínez Paricio. El 1982 s'inaugura el Museu del Joguet de Catalunya, remodelat l'any 1998.
A partir de l'aportació inicial de Josep Maria Joan i Rosa, un col·leccionista de joguines, el museu actual exhibeix més de 4000 peces: zoòtrops, mecanos, teatrins, animals i cavalls de cartró, cuines, pilotes, baldufes, avions, cotxes, trens, nines, titelles, aparells de màgia, jocs per a invidents, disfresses, retallables, manubris, soldats, robots, màquines de vapor, ossets, tricicles, patinets... Moltes d'aquestes peces s'acompanyen de fotografies antigues de nens amb els seus joguets, la qual cosa ens ajuda a situar-les cronològicament i a veure com s'hi jugava. Alguns joguets havien pertangut a personatges com Anna Maria i Salvador Dalí, Federico García Lorca, Joan Miró, Carles Fages de Climent, Josep Palau i Fabre, Joan Brossa, Quim Monzó, Frederic Amat…